# Benevento

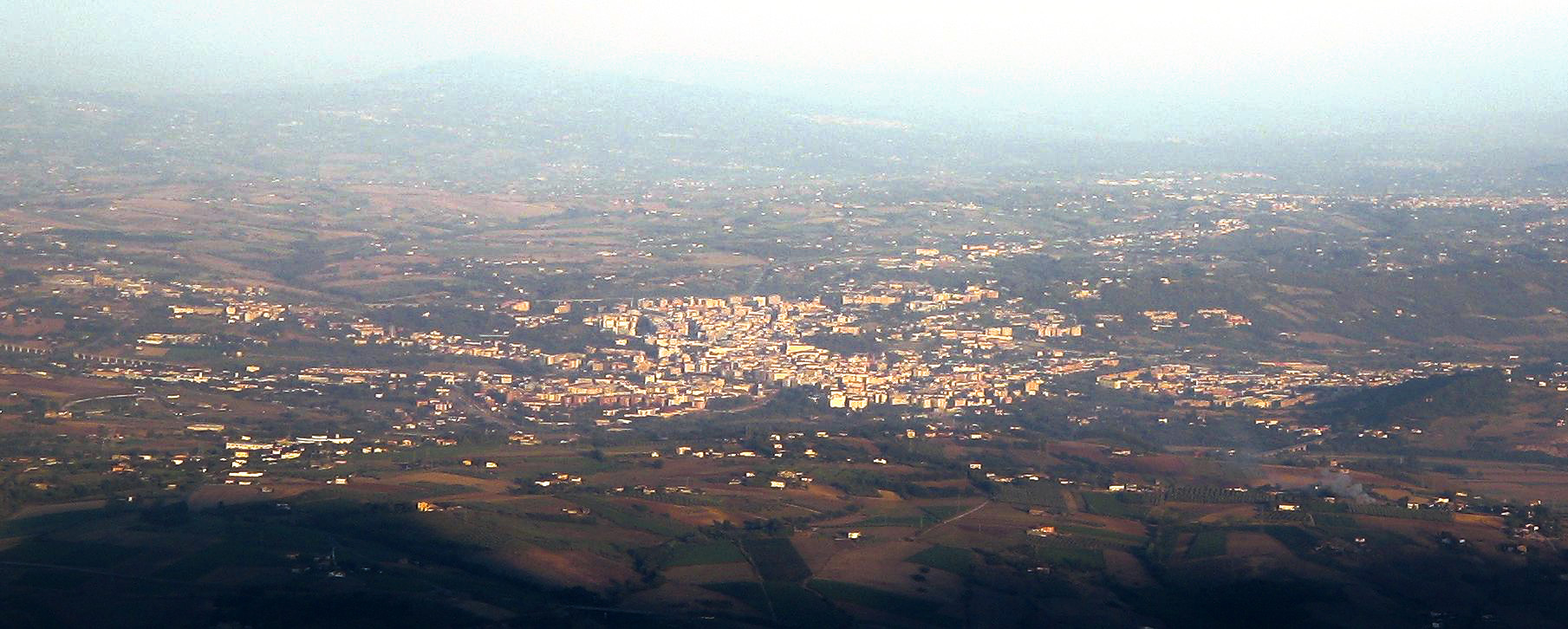
Cảnh Benevento nhìn từ núi Pentime, thuộc dãy núi Taburnus.

Benevento là một thành phố và cộng đồng (comune) thủ phủ tỉnh Benevento trong vùng Campania nước Ý.
Đô thị Benevento có diện tích 129 ki lô mét vuông, dân số thời điểm năm 31 tháng 8 năm 2010 là 62.177 người.
Đô thị này có các đơn vị dân cư (frazioni) sau:
Các đô thị giáp ranh: 
Benevento có cự ly 50 km về phía đông bắc của Napoli. Nó nằm trên một ngọn đồi 130 m (300 ft) trên mực nước biển tại nơi hợp lưu của Irpino Calore (hoặc Beneventano) và Sabato. Đây cũng là thủ phủ của một tổng giám mục Công giáo.
Benevento nằm trên vị trí củ Beneventum cổ đại, Maleventum ban đầu vẫn còn trước đó Malowent và Maloenton. 